# Division 1 i volleyboll för damer 2015/2016
Division 1 i volleyboll för damer 2015/2016 spelas 3 oktober 2015 till 26 mars 2016. Av de lag som placerat sig bäst anmälde Lunds VK intresse av att delta i Elitserien 2016/2017. Då lag i Elitserien gick i konkurs respektive drog sig ur behövde de inte spela kvalspel. Jomala IK, Lindesbergs VBK B, KFUM Eskilstuna Volley, IK Ymer, Kungälvs VBK och Warberg Volley åkte ur serien. 

## Tabeller

### Norra[2]
| Pos. | Lag                    | Pt | M  | V  | F  | VS | FS |
| ---- | ---------------------- | -- | -- | -- | -- | -- | -- |
| 1.   | Norsjö VBK             | 54 | 18 | 18 | 0  | 54 | 3  |
| 2.   | Uppsala VBS            | 43 | 18 | 16 | 2  | 49 | 17 |
| 3.   | Linköpings VC          | 36 | 18 | 12 | 6  | 42 | 25 |
| 4.   | Södertelge VBK         | 42 | 18 | 11 | 7  | 36 | 28 |
| 5.   | Rissne IF              | 30 | 18 | 9  | 9  | 35 | 33 |
| 6.   | Västerås VBK           | 22 | 18 | 7  | 11 | 30 | 37 |
| 7.   | Sollentuna VK B        | 20 | 18 | 7  | 11 | 27 | 39 |
| 8.   | Jomala IK              | 10 | 18 | 3  | 15 | 12 | 48 |
| 9.   | Lindesbergs VBK B      | 14 | 18 | 4  | 16 | 24 | 51 |
| 10.  | KFUM Eskilstuna Volley | 4  | 18 | 1  | 17 | 9  | 51 |

### Södra[3]
| Pos. | Lag                  | Pt | M  | V  | F  | VS | FS |
| ---- | -------------------- | -- | -- | -- | -- | -- | -- |
| 1.   | Lunds VK             | 58 | 20 | 19 | 1  | 59 | 6  |
| 2.   | RIG Falköping B      | 41 | 20 | 13 | 7  | 47 | 24 |
| 3.   | Falköpings VK        | 37 | 18 | 13 | 7  | 45 | 32 |
| 4.   | Hylte/Halmstad VBK B | 36 | 20 | 12 | 8  | 44 | 32 |
| 5.   | KFUM Malmö Volley    | 34 | 20 | 11 | 9  | 38 | 33 |
| 6.   | Engelholms VS B      | 32 | 20 | 11 | 9  | 39 | 35 |
| 7.   | Svedala VBK B        | 24 | 20 | 9  | 11 | 33 | 45 |
| 8.   | VK Veddige           | 24 | 20 | 8  | 12 | 33 | 44 |
| 9.   | IK Ymer              | 19 | 20 | 7  | 13 | 28 | 51 |
| 10.  | Kungälvs VBK         | 13 | 20 | 4  | 16 | 18 | 52 |
| 11.  | Warberg Volley       | 12 | 20 | 3  | 17 | 23 | 53 |

## Fotnoter
1. ↑  ”Inget elitseriekval på damsidan”. Svenska volleybollförbundet. 2 mars 2016. https://www.volleyboll.se/volleyboll/nyheter/volleyboll/2016-03-02-lunds-vk-klara-for-elitserien. Läst 28 september 2023.
2. ↑  ”Division 1 norra 2015/2016”. Everysport. https://www.everysport.com/volleyboll-dam/2015-2016/liga/division-1/26757. Läst 28 september 2023.
3. ↑  ”Division 1 södra 2015/2016”. Everysport. https://www.everysport.com/volleyboll-dam/2015-2016/serie/division-1-sodra/72041. Läst 28 september 2023.
4. ↑  Anget som C i källan, men fanns inget lag B högre eller lika högt i seriesystemet